# Danh sách loài nhện trong họ Leptonetidae
Dưới đây liệt kê các loài nhện trong họ Leptonetidae.

## Appaleptoneta
Appaleptoneta Platnick, 1986
- Appaleptoneta barrowsi (Gertsch, 1974)
- Appaleptoneta coma (Barrows, 1940)
- Appaleptoneta credula (Gertsch, 1974)
- Appaleptoneta fiskei (Gertsch, 1974)
- Appaleptoneta gertschi (Barrows, 1940)
- Appaleptoneta jonesi (Gertsch, 1974)
- Appaleptoneta silvicultrix (Crosby & Bishop, 1925)

## Archoleptoneta
Archoleptoneta Gertsch, 1974
- Archoleptoneta arganoi (Brignoli, 1974)
- Archoleptoneta garza Gertsch, 1974
- Archoleptoneta obscura Gertsch, 1974
- Archoleptoneta schusteri Gertsch, 1974
- Archoleptoneta stridulans Platnick, 1994

## Barusia
Barusia Kratochvíl, 1978
- Barusia hofferi (Kratochvíl, 1935)
- Barusia insulana (Kratochvíl & Miller, 1939)
- Barusia korculana (Kratochvíl & Miller, 1939)
- Barusia laconica (Brignoli, 1974)
- Barusia maheni (Kratochvíl & Miller, 1939)

## Calileptoneta
Calileptoneta Platnick, 1986
- Calileptoneta briggsi Ledford, 2004
- Calileptoneta californica (Banks, 1904)
- Calileptoneta cokendolpheri Ledford, 2004
- Calileptoneta helferi (Gertsch, 1974)
- Calileptoneta noyoana (Gertsch, 1974)
- Calileptoneta oasa (Gertsch, 1974)
- Calileptoneta sylva Chamberlin & Ivie, 1942
- Calileptoneta ubicki Ledford, 2004
- Calileptoneta wapiti (Gertsch, 1974)

## Cataleptoneta
Cataleptoneta Denis, 1955
- Cataleptoneta aesculapii (Brignoli, 1968)
- Cataleptoneta edentula Denis, 1955
- Cataleptoneta sbordonii (Brignoli, 1968)
- Cataleptoneta sengleti (Brignoli, 1974)

## Falcileptoneta
Falcileptoneta Komatsu, 1970
- Falcileptoneta aichiensis Irie & Ono, 2007
- Falcileptoneta amakusaensis Irie & Ono, 2005
- Falcileptoneta asuwana (Nishikawa, 1981)
- Falcileptoneta caeca Yaginuma, 1972
- Falcileptoneta gotoensis Irie & Ono, 2005
- Falcileptoneta higoensis (Irie & Ono, 2003)
- Falcileptoneta inabensis (Nishikawa, 1982)
- Falcileptoneta iriei (Komatsu, 1967)
- Falcileptoneta japonica (Simon, 1893)
- Falcileptoneta kugoana (Komatsu, 1961)
- Falcileptoneta melanocomata (Komatsu, 1961)
- Falcileptoneta musculina (Komatsu, 1961)
- Falcileptoneta ogatai Irie & Ono, 2007
- Falcileptoneta okinawaensis Komatsu, 1972
- Falcileptoneta satsumaensis Irie & Ono, 2005
- Falcileptoneta soboensis Irie & Ono, 2005
- Falcileptoneta speciosa (Komatsu, 1957)
- Falcileptoneta striata (Oi, 1952)
  - Falcileptoneta striata fujisana Yaginuma, 1972
- Falcileptoneta tofacea Yaginuma, 1972
- Falcileptoneta tsushimensis (Yaginuma, 1970)
- Falcileptoneta uenoi (Taginuma, 1963)
- Falcileptoneta usihanana (Komatsu, 1961)
- Falcileptoneta yamauchii (Nishikawa, 1982)
- Falcileptoneta zenjoenis (Komatsu, 1965)

## Leptoneta
Leptoneta Simon, 1872
- Leptoneta abeillei Simon, 1882
- Leptoneta alpica Simon, 1882
- Leptoneta anocellata Chen, Zhang & Song, 1986
- Leptoneta arquata Song & Kim, 1991
- Leptoneta berlandi Machado & Ribera, 1986
- Leptoneta brunnea Gertsch, 1974
- Leptoneta cavalairensis Dresco, 1987
- Leptoneta changlini Zhu & Tso, 2002
- Leptoneta ciaisensis Dresco, 1987
- Leptoneta comasi Ribera, 1978
- Leptoneta condei Dresco, 1987
- Leptoneta conimbricensis Machado & Ribera, 1986
- Leptoneta convexa Simon, 1872
  - Leptoneta convexa aulotensis Dresco, 1990
- Leptoneta coreana Paik & Namkung, 1969
- Leptoneta cornea Tong & Li, 2008
- Leptoneta corsica Fage, 1943
- Leptoneta crypticola Simon, 1907
  - Leptoneta crypticola franciscoloi Caporiacco, 1950
  - Leptoneta crypticola simplex Fage, 1913
- Leptoneta exilocula Tong & Li, 2008
- Leptoneta fagei Simon, 1914
- Leptoneta falcata Chen, Gao & Zhu, 2000
- Leptoneta foliiformis Tong & Li, 2008
- Leptoneta fouresi Dresco, 1979
- Leptoneta handeulgulensis Namkung, 2002
- Leptoneta hangzhouensis Chen, Shen & Gao, 1984
- Leptoneta hogyegulensis Paik & Namkung, 1969
- Leptoneta hongdoensis Paik, 1980
- Leptoneta huanglongensis Chen, Zhang & Song, 1982
- Leptoneta huisunica Zhu & Tso, 2002
- Leptoneta hwanseonensis Namkung, 1987
- Leptoneta infuscata Simon, 1872
  - Leptoneta infuscata ovetana Machado, 1939
- Leptoneta insularis Roewer, 1953
- Leptoneta jangsanensis Seo, 1989
- Leptoneta jeanneli Simon, 1907
- Leptoneta kernensis Simon, 1910
- Leptoneta lantosquensis Dresco, 1987
- Leptoneta leucophthalma Simon, 1907
- Leptoneta lingqiensis Chen, Shen & Gao, 1984
- Leptoneta maculosa Song & Xu, 1986
- Leptoneta manca Fage, 1913
- Leptoneta miaoshiensis Chen & Zhang, 1993
- Leptoneta microdonta Xu & Song, 1983
- Leptoneta microphthalma Simon, 1872
- Leptoneta monodactyla Yin, Wang & Wang, 1984
- Leptoneta namhensis Paik & Seo, 1982
- Leptoneta nigrabdomina Zhu & Tso, 2002
- Leptoneta olivacea Simon, 1882
- Leptoneta paikmyeonggulensis Paik & Seo, 1984
- Leptoneta paroculus Simon, 1907
- Leptoneta patrizii Roewer, 1953
- Leptoneta proserpina Simon, 1907
- Leptoneta sandra Gertsch, 1974
- Leptoneta secula Namkung, 1987
- Leptoneta serbariuana Roewer, 1953
- Leptoneta setulifera Tong & Li, 2008
- Leptoneta simboggulensis Paik, 1971
- Leptoneta soryongensis Paik & Namkung, 1969
- Leptoneta spinipalpus Kim, Lee & Namkung, 2004
- Leptoneta taeguensis Paik, 1985
- Leptoneta taiwanensis Zhu & Tso, 2002
- Leptoneta taizhensis Chen & Zhang, 1993
- Leptoneta taramellii Roewer, 1956
- Leptoneta tianzinensis Tong & Li, 2008
- Leptoneta trabucensis Simon, 1907
- Leptoneta trispinosa Yin, Wang & Wang, 1984
- Leptoneta tunxiensis Song & Xu, 1986
- Leptoneta unispinosa Yin, Wang & Wang, 1984
- Leptoneta vittata Fage, 1913
- Leptoneta waheulgulensis Namkung, 1991
- Leptoneta wangae Tong & Li, 2008
- Leptoneta xui Chen, Gao & Zhu, 2000
- Leptoneta yebongsanensis Kim, Lee & Namkung, 2004
- Leptoneta yongdamgulensis Paik & Namkung, 1969
- Leptoneta yongyeonensis Seo, 1989

## Leptonetela
Leptonetela Kratochvíl, 1978
- Leptonetela andreevi Deltshev, 1985
- Leptonetela caucasica Dunin, 1990
- Leptonetela deltshevi (Brignoli, 1979)
- Leptonetela kanellisi (Deeleman-Reinhold, 1971)
- Leptonetela strinatii (Brignoli, 1976)
- Leptonetela thracia Gasparo, 2005

## Masirana
Masirana Kishida, 1942
- Masirana abensis (Kobayashi, 1973)
- Masirana akahanei Komatsu, 1963
- Masirana akiyoshiensis (Oi, 1958)
  - Masirana akiyoshiensis imperatoria Komatsu, 1974
  - Masirana akiyoshiensis kagekiyoi Komatsu, 1974
  - Masirana akiyoshiensis primocreata Komatsu, 1974
- Masirana bandoi (Nishikawa, 1986)
- Masirana chibusana (Irie, 2000)
- Masirana cinevacea Kishida, 1942
- Masirana glabra (Komatsu, 1957)
- Masirana kawasawai (Komatsu, 1970)
- Masirana kinoshitai (Irie, 2000)
- Masirana kosodeensis Komatsu, 1963
- Masirana kuramotoi Komatsu, 1974
- Masirana kyokoae Yaginuma, 1972
- Masirana longimana Yaginuma, 1970
- Masirana longipalpis Komatsu, 1972
- Masirana mizonokuchiensis Irie & Ono, 2005
- Masirana nippara Komatsu, 1957
- Masirana silvicola (Kobayashi, 1973)
- Masirana taioensis Irie & Ono, 2005
- Masirana taraensis Irie & Ono, 2005

## Neoleptoneta
Neoleptoneta Brignoli, 1972
- Neoleptoneta alabama (Gertsch, 1974)
- Neoleptoneta anopica (Gertsch, 1974)
- Neoleptoneta apachea (Gertsch, 1974)
- Neoleptoneta archeri (Gertsch, 1974)
- Neoleptoneta arkansa (Gertsch, 1974)
- Neoleptoneta blanda (Gertsch, 1974)
- Neoleptoneta bonita (Gertsch, 1974)
- Neoleptoneta bullis Cokendolpher, 2004
- Neoleptoneta caliginosa Brignoli, 1977
- Neoleptoneta capilla (Gertsch, 1971)
- Neoleptoneta chisosea (Gertsch, 1974)
- Neoleptoneta coeca (Chamberlin & Ivie, 1942)
- Neoleptoneta concinna (Gertsch, 1974)
- Neoleptoneta delicata (Gertsch, 1971)
- Neoleptoneta devia (Gertsch, 1974)
- Neoleptoneta furtiva (Gertsch, 1974)
- Neoleptoneta georgia (Gertsch, 1974)
- Neoleptoneta isolata (Gertsch, 1971)
- Neoleptoneta iviei (Gertsch, 1974)
- Neoleptoneta limpida (Gertsch, 1974)
- Neoleptoneta microps (Gertsch, 1974)
- Neoleptoneta modica (Gertsch, 1974)
- Neoleptoneta myopica (Gertsch, 1974)
- Neoleptoneta novaegalleciae Brignoli, 1979
- Neoleptoneta paraconcinna Cokendolpher & Reddell, 2001
- Neoleptoneta pecki (Gertsch, 1971)
- Neoleptoneta rainesi (Gertsch, 1971)
- Neoleptoneta reclusa (Gertsch, 1971)
- Neoleptoneta serena (Gertsch, 1974)
- Neoleptoneta uvaldea (Gertsch, 1974)
- Neoleptoneta valverdae (Gertsch, 1974)

## Paraleptoneta
Paraleptoneta Fage, 1913
- Paraleptoneta bellesi Ribera & Lopez, 1982
- Paraleptoneta spinimana (Simon, 1884)

## Protoleptoneta
Protoleptoneta Deltshev, 1972
- Protoleptoneta baccettii (Brignoli, 1979)
- Protoleptoneta beroni Deltshev, 1977
- Protoleptoneta bulgarica Deltshev, 1972
- Protoleptoneta italica (Simon, 1907)

## Qianleptoneta
Qianleptoneta Chen & Zhu, 2008
- Qianleptoneta quinquespinata Chen & Zhu, 2008

## Rhyssoleptoneta
Rhyssoleptoneta Tong & Li, 2007
- Rhyssoleptoneta latitarsa Tong & Li, 2007

## Sulcia
Sulcia Kratochvíl, 1938
- Sulcia armata Kratochvíl, 1978
- Sulcia cretica Fage, 1945
  - Sulcia cretica lindbergi Dresco, 1962
  - Sulcia cretica violacea Brignoli, 1974
- Sulcia inferna Kratochvíl, 1938
- Sulcia mirabilis Kratochvíl, 1938
- Sulcia montenegrina (Kratochvíl & Miller, 1939)
- Sulcia nocturna Kratochvíl, 1938
- Sulcia occulta Kratochvíl, 1938
- Sulcia orientalis (Kulczynski, 1914)

## Teloleptoneta
Teloleptoneta Ribera, 1988
- Teloleptoneta synthetica (Machado, 1951)